# Praemisellina
Praemisellina es un género de foraminífero bentónico considerado un sinónimo posterior de Pseudoendothyra de la subfamilia Pseudostaffellinae, de la familia Ozawainellidae, de la superfamilia Fusulinoidea, del suborden Fusulinina y del orden Fusulinida. Su especie tipo era Praemisellina georgii. Su rango cronoestratigráfico abarcaba el Pérmico.

## Discusión
Clasificaciones más recientes incluirían Praemisellina en la superfamilia Ozawainelloidea, y en la subclase Fusulinana de la clase Fusulinata. Otras clasificaciones recientes incluirían Praemisellina en la familia Pseudostaffellidae.

## Clasificación
Praemisellina incluía a la siguiente especie:
- Praemisellina georgii †